# 楊鏓
楊鏓（1477年—1544年），字充平，初號毅斋，更號次巖，锦衣卫籍北直隶順天府涿州房山縣（今北京市房山區）人，明朝政治人物，同进士出身。

## 生平
弘治十四年（1501年）辛酉科順天府鄉試第一百十九名舉人。弘治十八年（1505年）中式乙丑科會試第一百二十九名，三甲第四十五名進士，正德元年（1506年）授山東青城縣知縣，在任二年，調長清縣知縣，因有政績，三年（1508年）升任戶部主事，五年丁母憂。七年服闋，復除原职，升員外郎、郎中，奉敕督大同粮儲，十五年告病乞休。嘉靖五年（1526年）春病愈赴京，起升大同府知府，乞休归，十一年丁父憂，二十年冬妻子劉氏去世。与当地乡绅组“慕貞耆英會”，嘉靖二十三年卒，得年六十八。

## 家族
曾祖楊得春；祖父楊濬；父楊禮，錦衣衛百戶。母田氏。具庆下。弟杨锐，嘉靖二年进士。次弟楊鎰，锦衣卫百户。
長子楊崇儒，錦衣衛百户；次楊惟任、楊朴，俱翰林院生员。孫弘滋、弘濟、弘澤。